# Szilvás
Szilvás es un pueblo ubicado en el distrito de Pécs, en el condado de Baranya, Hungría.

## Superficie
Posee una superficie de 6,040 kilómetros cuadrados.

## Demografía
Hasta 2019 la población era de 131 habitantes, con una densidad de población de 21,69 habitantes por kilómetro cuadrado.